# Biləcəri
Biləcəri est une ville d’Azerbaïdjan. Elle aurait en 2008 près de 45 000 habitants.